# Ырсава
Ы́рсава (эст. Õrsava), на местном диалекте также Э́рсава, на письме с 1945 года до 1977 года — Э́рсова (эст. Ersova) — деревня в волости Сетомаа уезда Вырумаа, Эстония. Исторически относится к нулку Тсятски.
До административной реформы местных самоуправлений Эстонии 2017 года входила в состав волости Вярска уезда Пылвамаа.

## География и описание
Расположена на юго-востоке Эстонии, в 12 километрах от Псковского озера. Расстояние от деревни до уездного центра — города Выру —   36 километров, до волостного центра — посёлка Вярска —  2,5 километра. Высота над уровнем моря — 51 метр.
Климат переходный от морского к континентальному. Официальный язык — эстонский. Почтовый индекс — 64035.

## Население
По данным переписи населения 2021 года, в Хиндса насчитывалось 6 жителей, все — эстонцы.
По данным переписи населения 2011 года, в деревне проживали 5 человек, все — эстонцы (сету в перечне национальностей выделены не были).
Численность населения деревни Ырсава по данным переписей населения:
| Год  | 1959 | 1970 | 1979 | 1989 | 2000 | 2011 | 2021 |
| ---- | ---- | ---- | ---- | ---- | ---- | ---- | ---- |
| Чел. | 50   | ↘ 30 | ↘ 17 | → 17 | ↘ 9  | ↘ 5  | ↗ 6  |

## История
В письменных источниках 1652 года упоминается Ржаво, 1692 года — Ржаво, Рисава, 1882 года — Ржава, 1885 года — Ersada, 1897 года — Ersawa, 1904 года — Ersava, Ржа́ва, примерно 1920 года — Õrsava, 1945 года — Ersova. 
На военно-топографических картах Российской империи (1846–1912 годы), в состав которой входила Лифляндская губерния, деревня обозначена как Ржава.
Раньше считалось, что деревня относится к нулку Полода (так, в частности, записано Якобом Хуртом в 1903 году), но при официальной фиксации нулков в 2010 году её отнесли к нулку Тсятски. 
В XIX веке деревня входила в состав общины Малое Тростно (эст. Väike-Rõsna kogukond) и относилась к Верхоустьинскому приходу (эст. Värska kogudus). До 1977 года официальным названием деревни было Эрсова (эст. Ersova).

## Происхождение топонима
В Институте эстонского языка считают, что топоним Ырсава является переиначиванием русского названия Ржава.
Языковед и переводчик Лембит Ваба проводит сравнение топонима Ржава с белорусским словом іржа́ («слой ржавчины на болотной воде»). Это связано с цветом расположенного в окрестностях деревни озера Ырсава (в словаре Даля «ржавый цвет» — «жёлто-бурый (цвет)», «ржавец» — «ржавое болото»). Возможно, название деревни произошло от названия озера. Оно также могло произойти от старорусского личного имени (для сравнения можно привести фамилии Рысев, Рысин от слова «рысь»).
По мнению языковеда Тартуского университета Анжелики Штейнгольде, изначальным названием деревни было Ырсава (Эрсова), которое преобразовалось в Рисава и затем — в Ржаво. 
Исследователь выруского диалекта Эвар Саар считает возможным происхождение топонима от распространённых по всей Эстонии названий хуторов Рясса (эст. Rässa) и Ресса (эст. Ressa), которые изначально были добавочными крестьянскими именами.

## Комментарии
1. ↑  Эстонские топонимы, оканчивающиеся на -а, не склоняются и не имеют женского рода (исключение — Нарва)[9].